# Улуру — Ката-Тьюта
Национальный парк Улуру — Ката-Тьюта (англ. Uluṟu-Kata Tjuṯa National Park) — национальный парк в Австралии. С 1977 года входит во всемирную сеть биосферных резерватов, с 1987 года в списке Всемирного наследия ЮНЕСКО.

## География
Национальный парк Улуру — Ката-Тьюта находится в Северной территории, в 1 431 километрах южнее города Дарвин и в 440 километрах юго-западнее Алис-Спрингс. Парк занимает площадь в 1 326 км². Частями парка являются знаменитые скалы Улуру, а также находящийся западнее от Улуру в 40 километрах Ката Тьюта (Маунт Ольга).
Средняя температура в летние месяцы в парке составляет 45 °C, средняя зимняя температура −5 °C. В год здесь в среднем выпадает 307,7 мм осадков.
Территорию парка населяют аборигены анангу, многие из которых в настоящее время работают проводниками и экскурсоводами туристических групп.
Через парк проходит Великая центральная дорога.

## История

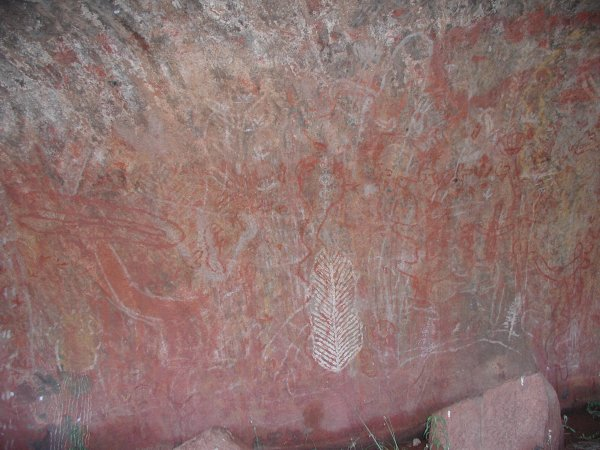

Первые европейцы посетили эти места в 1870 году. В 1872 были составлены карты региона Улуру-Ката Тьюта. На рубеже XIX—XX веков здесь начали селиться европейские фермеры, что привело к многочисленным столкновениям между ними и аборигенами. В 1920 году на части территории нынешнего национального парка была создана резервация для аборигенов. Туристы начали посещать территорию вокруг Улуру-Ката Тьюта, начиная с 1936 года. В 1976 году Австралия передала права на территорию парка населяющим его аборигенам, которые затем «сдали в аренду» парк австралийскому правительству сроком на 99 лет. В 1987 году Национальный парк Улуру-Ката Тьюта был включён в список Всемирного наследия ЮНЕСКО. В 1995 парк получил Золотую медаль Пикассо — награду ЮНЕСКО «за сохранение природы и культуры аборигенов анангу».
Поведение туристов на территории национального парка строго регламентировано. За нарушения предусмотрены очень крупные денежные штрафы.

## Флора

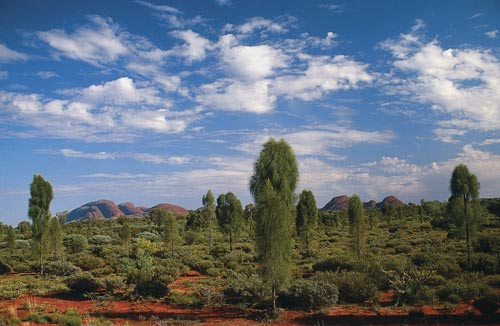

Природный ландшафт парка — пустыня. Обитающие в ней животные и растения создают единый биологический цикл. Некоторых из этих растений и животных используют аборигены как средства традиционной медицины или пищу.
Растительный мир Улуру — Ката-Тьюта представлен практически всеми видами, встречающимися в Центральной Австралии. Некоторые из этих растений крайне редки и распространены только на территории национального парка. Из деревьев здесь растут различные виды эвкалиптов, акации, гревиллея. Время цветения растений наступает зимой и после дождей.

## Геология
Согласно исследованиям геологов, на месте нынешнего национального парка Улуру-Ката Тьюта приблизительно 500 миллионов лет назад находилось море. В течение сотен тысяч лет на его дне создавались отложения из песка и гальки, превратившиеся со временем в песчаник. Согласно новейшим изысканиям, Улуру не является отдельной возвышенностью, но является частью горного хребта, лежащего в настоящее время под поверхностью земли и выходящего наружу только в Улуру и Ката Тьюта. Обе эти возвышенности соединены между собой под землёй в единую геологическую формацию.
Красная окраска скал вызвана входящим в состав горной породы минералом гематит (оксид железа).